# 向觸性
向觸性（英語：thigmotropism）是向性的一種，指植物受单方向触碰刺激后，因其机械感知反应而引起的向性生长运动。
部分植物莖部的向觸性是由莖頂分泌的生長素造成的。接觸到物體的一面生長素合成受阻，另一面因此會含有相對較多生長素並向下運輸。生長素一方面能夠刺激細胞膜上的質子泵，質子由細胞漿流入細胞壁，造成細胞壁酸化。氫鍵和細胞壁多糖之間的鍵裂解，細胞壁鬆弛，細胞水勢下降，細胞外水分流入造成細胞延長。另一方面，生長素會在基因水平上調節蛋白質合成，如周期蛋白，促進植物生長。

## 重要性
向觸性可使植物繞過障礙物，或盤繞攀附在物體上，以獲得支撐。無法自體支持的藤本植物只有在小苗或是幼年時期才能像樹木、草本植物的生長方式一樣維持直立，之後就會逐漸出現“蔓性”即向觸性，攀爬鄰近的物體向上生長，以爭取陽光。而主莖纏繞就是全世界藤本植物最普遍的攀爬方式，它們沒有特化出特殊結構來攀爬，只有利用自身主莖以左旋或右旋的方式纏繞向上。此外，全世界主莖纏繞藤蔓左旋與右旋物種的比例約為1:9，恰巧和世界上人類左、右撇子的比例相同，非常奇妙。
1. ↑  {鍾, 安晴、陳, 柏豪、楊, 勝任. 生活中的藤蔓植物. 行政院農委會林業試驗所：林業研究專訊. 2020, 27 (4): 10. ISSN 9771 605692006